# Salix jejuna
Salix jejuna är en videväxtart som beskrevs av Merritt Lyndon Fernald. Salix jejuna ingår i släktet viden, och familjen videväxter. Inga underarter finns listade i Catalogue of Life.